# Martes gwatkinsii
La martora del Nilgiri (Martes gwatkinsii) è l'unica specie di martora che si trova in India meridionale. Vive nelle colline dei Nilgiri e in alcune regioni dei Ghati occidentali.

## Descrizione
La martora del Nilgiri è simile alla martora dalla gola gialla, ma è più grande ed essenzialmente differente nella struttura del cranio - ha una concavità frontale prominente. In natura è inconfondibile, dal momento che ha il dorso scuro con una gola brillante che varia di colore dal giallo all'arancio.
Dalla testa al posteriore è lunga circa 55-65 cm ed ha una coda di 40-45 cm. Pesa circa 2,1 kg.
Tra i nomi locali ricordiamo il tamil Maranai e i malayalam Karumvernku e Koduvalli.

## Distribuzione
Questa specie è stata registrata solo sui Nilgiri, in alcune regioni del Kodagu meridionale e del Kerala settentrionale.

## Ecologia e comportamento
Conosciamo molto poco sulla martora del Nilgiri. È diurna e, sebbene sia arboricola, scende occasionalmente sul terreno. È stato registrato che cacci uccelli, piccoli mammiferi e insetti, come le cicale.